# Powfu
Powfu (eigentlich Isaiah Faber; * 31. März 1999 in Vancouver) ist ein kanadischer Musiker und Rapper aus Mission in British Columbia. 2020 hatte er einen internationalen Hit mit dem Titel Death Bed.

## Biografie
Isaiah Faber ist der Sohn von Dave Faber von der Pop-Punk-Band Faber Drive. Dadurch war er sehr früh mit Musik konfrontiert, aber erst mit 17 begann er selbst mit dem Songschreiben. 2018 veröffentlichte er erstmals seine Musik unter dem Namen Powfu. Er startete eine Serie von EPs mit dem Titel Some Boring Love Stories mit melancholischen, von Klavier begleiteten Lo-Fi-Hip-Hop-Songs. Für die zweite EP nahm er einen Beat mit einem Sample aus dem Song Coffee der britischen Sängerin Beabadoobee aus dem Jahr 2017 und machte daraus sein Stück Death Bed (englisch für Sterbebett). Nach Veröffentlichung bei SoundCloud im Februar 2019 wurde es vom YouTube-Kanal Promoted Sounds übernommen. Durch eine Challenge bei TikTok wurde das Lied sehr populär. Eine knappe Million Antwortvideos mit Liebesgeständnissen, hinterlegt mit der Musik, entstand danach und trieb auch die Abrufe bei SoundCloud und YouTube in die Höhe. Auch viele andere Posts, unter anderem Abschiedsbotschaften zum Tod von Kobe Bryant im Januar 2020, verwendeten das Lied. Wegen der fehlenden Rechtefreigabe für das Sample konnte Powfu das Lied aber nicht offiziell veröffentlichen, deshalb suchte er ein Label. Columbia nahm ihn unter Vertrag und nach der Veröffentlichung von Death Bed (Coffee for Your Head) als kommerzielle Single im Februar 2020 stieg das Lied schnell weltweit in die Charts ein. In Kanada kam es in die Top 10, in den britischen Charts auf Platz 4 und erreichte jeweils Gold-Status. In Malaysia und Singapur war es sogar ein Nummer-eins-Hit. In vielen anderen Ländern platzierte es sich in den Top 20 und in den USA bekam es Platin.

## Diskografie
EPs
- Some Boring Love Stories (2018)
- Some Boring Love Stories, Pt. 2 (2019)
- Some Boring Love Stories, Pt. 3 (2019)
- Some Boring Love Stories, Pt. 4 (2019)
- Poems of the Past (2020)
- Some Boring Love Stories, Pt. 5 (2020)
- Drinking Under the Streetlights (2021)
- Tell Me Your Feelings and I Won't Tell You Mine (2021)

Lieder
- Letters in December (mit Rxseboy, 2019)
- Dead Eyes (mit Promoting Sounds & Ouse!, 2019)
- Hide in Your Blue Eyes (mit Thomas Reid, 2019)
- Laying on My Porch While We Watch the World End (mit Rxseboy & Slipfunc, 2020)
- Don’t Fall Asleep Yet (mit Enra, 2020)
- Death Bed (featuring Beabadoobee, 2020)
- I’m Used to It (2020)
- I’ll Come Back to You (2020)
- Eyes (mit Lilyung & Chrisbeats, 2020)
- 17 again (2020)
- Eyes Blue Like The Atlantic, Pt. 2 (featuring Rxseboy, 2020)
- stay4ever (featuring Mounika., 2020)
- when the hospital was my home (mit Rxseboy, 2020)
- the way that you see me (mit Rxseboy und Sarcastic Sounds, featuring Ayleen Valentine, 2021)
- Survivor (mit Known. und Kultargotbounce, 2021)
- the long way home (mit Sarcastic Sounds und Sara Kays, 2021)

## Auszeichnungen für Musikverkäufe
| Goldene Schallplatte - Belgien - 2020: für die Single Death Bed - Neuseeland - 2023: für das Album Poems of the Past - Polen - 2023: für das Album Poems of the Past Platin-Schallplatte - Brasilien - 2023: für die Single Death Bed - Dänemark - 2021: für die Single Death Bed - Spanien - 2024: für die Single Death Bed 2× Platin-Schallplatte - Italien - 2021: für die Single Death Bed - Polen - 2021: für die Single Death Bed - Portugal - 2021: für die Single Death Bed - Schweden - 2021: für die Single Death Bed | 3× Platin-Schallplatte - Australien - 2020: für die Single Death Bed 4× Platin-Schallplatte - Mexiko - 2022: für die Single Death Bed - Neuseeland - 2024: für die Single Death Bed Diamantene Schallplatte - Frankreich - 2022: für die Single Death Bed |

Anmerkung: Auszeichnungen in Ländern aus den Charttabellen bzw. Chartboxen sind in ebendiesen zu finden.
| Land/RegionAuszeichnungen für Musikverkäufe (Land/Region, Auszeichnungen, Verkäufe, Quellen) | Gold     | Platin       | Diamant  | Verkäufe  | Quellen               |
| -------------------------------------------------------------------------------------------- | -------- | ------------ | -------- | --------- | --------------------- |
| Australien (ARIA)                                                                            | —        | 3× Platin3   | —        | 210.000   | aria.com.au           |
| Belgien (BRMA)                                                                               | Gold1    | —            | —        | 20.000    | ultratop.be           |
| Brasilien (PMB)                                                                              | —        | Platin1      | —        | 40.000    | pro-musicabr.org.br   |
| Dänemark (IFPI)                                                                              | —        | Platin1      | —        | 90.000    | ifpi.dk               |
| Deutschland (BVMI)                                                                           | Gold1    | —            | —        | 200.000   | musikindustrie.de     |
| Frankreich (SNEP)                                                                            | —        | —            | Diamant1 | 333.333   | snepmusique.com       |
| Italien (FIMI)                                                                               | —        | 2× Platin2   | —        | 140.000   | fimi.it               |
| Kanada (MC)                                                                                  | —        | 5× Platin5   | —        | 400.000   | musiccanada.com       |
| Mexiko (AMPROFON)                                                                            | —        | 4× Platin4   | —        | 240.000   | amprofon.com.mx       |
| Neuseeland (RMNZ)                                                                            | Gold1    | 4× Platin4   | —        | 127.500   | radioscope.co.nz NZ2  |
| Polen (ZPAV)                                                                                 | Gold1    | 2× Platin2   | —        | 50.000    | olis.pl               |
| Portugal (AFP)                                                                               | —        | 2× Platin2   | —        | 20.000    | Einzelnachweise       |
| Schweden (IFPI)                                                                              | —        | 2× Platin2   | —        | 160.000   | sverigetopplistan.se  |
| Schweiz (IFPI)                                                                               | —        | Platin1      | —        | 20.000    | hitparade.ch          |
| Spanien (Promusicae)                                                                         | —        | Platin1      | —        | 60.000    | elportaldelmusicas.es |
| Vereinigte Staaten (RIAA)                                                                    | —        | 5× Platin5   | —        | 5.000.000 | riaa.com              |
| Vereinigtes Königreich (BPI)                                                                 | —        | 2× Platin2   | —        | 1.200.000 | bpi.co.uk             |
| Insgesamt                                                                                    | 4× Gold4 | 35× Platin35 | Diamant1 |           |                       |